# Frangula
Frangula Mill. è un genere di piante della famiglia Rhamnaceae.

## Tassonomia
Il genere comprende le seguenti specie:
- Frangula acuminata (Maguire & Steyerm.) A.Pool
- Frangula alnus Mill.
- Frangula austrosinensis Hatus.
- Frangula azorica Grubov
- Frangula betulifolia (Greene) Grubov
- Frangula × blumeri (Greene) Kartesz & Gandhi
- Frangula breedlovei (L.A.Johnst. & M.C.Johnst.) A.Pool
- Frangula californica (Eschsch.) A.Gray
- Frangula capreifolia (Schltdl.) Grubov
- Frangula caroliniana (Walter) A.Gray
- Frangula chimalapensis (R.Fernández) A.Pool
- Frangula chrysophylla Reissek
- Frangula circumscissa A.Pool
- Frangula crenata (Siebold & Zucc.) Miq.
- Frangula darienensis A.Pool
- Frangula dianthes (L.Riley) Grubov
- Frangula discolor (Donn.Sm.) Grubov
- Frangula glaberrima (Peyron) Grubov
- Frangula goudotiana (Triana & Planch.) Grubov
- Frangula grandiflora A.Pool
- Frangula grandifolia (Fisch. & C.A.Mey.) Grubov
- Frangula granulosa (Ruiz & Pav.) Grubov
- Frangula grisea (Merr.) Grubov
- Frangula henryi (C.K.Schneid.) Grubov
- Frangula hintonii (M.C.Johnst. & L.A.Johnst.) A.Pool
- Frangula inconspicua A.Pool
- Frangula lindeniana (Triana & Planch.) Grubov
- Frangula longipedicellata A.Pool
- Frangula longipes (Merr. & Chun) Grubov
- Frangula longistyla (C.B.Wolf) A.Pool
- Frangula macrocarpa (Standl.) Grubov
- Frangula marahuacensis (Steyerm. & Maguire) A.Pool
- Frangula mcvaughii (L.A.Johnst. & M.C.Johnst.) A.Pool
- Frangula microphylla (Humb. & Bonpl. ex Schult.) Grubov
- Frangula mucronata (Schltdl.) Grubov
- Frangula neblinensis (Maguire & Steyerm.) A.Pool
- Frangula obovata (Kearney & Peebles) G.L.Nesom & Sawyer
- Frangula oreodendron (L.O.Williams) A.Pool
- Frangula palmeri (S.Watson) Grubov
- Frangula paruensis Aymard
- Frangula pedunculata F.K.Mey.
- Frangula pendula A.Pool
- Frangula pinetorum (Standl.) Grubov
- Frangula polymorpha Reissek
- Frangula pringlei (Rose) Grubov
- Frangula pubescens (Ruiz & Pav.) Grubov
- Frangula purshiana (DC.) A.Gray ex J.G.Cooper
- Frangula revoluta Grubov
- Frangula rhododendriphylla (Y.L.Chen & P.K.Chou) H.Yu, H.G.Ye & N.H.Xia
- Frangula riojae (Perkins) Grubov
- Frangula rubra (Greene) Grubov
- Frangula rupestris (Scop.) Schur
- Frangula scopulorum (M.E.Jones) A.Pool
- Frangula sphaerosperma (Sw.) Kartesz & Gandhi
- Frangula surotatensis (Gentry) A.Pool
- Frangula ulei (Pilg.) Grubov
- Frangula wendtii (Ishiki) A.Pool